# Berthold Deimling
Berthold Deimling, à partir de 1905 Berthold von Deimling (né le 21 mars 1853 à Karlsruhe - décédé le 3 février 1944 à Baden-Baden) est un général allemand qui fut plus tard pacifiste.

## Biographie

### Premières années
Deimling combattit de 1904 à 1906 en tant que colonel en Afrique.

### Son rôle dans l'Incident de Saverne
Sa nomination en 1913 comme général en chef à Strasbourg, qui lui donnait comme champ d’action presque toute l’Alsace, était peu susceptible de pacifier les relations tendues en Alsace-Lorraine entre l’armée et la population civile en raison de son précédent comportement à Mulhouse et à Fribourg, d’autant que s’y ajoutait la menace signifiée par l’Empereur au maire de Strasbourg de « mettre en pièces la constitution » qui datait seulement de deux ans, et de revenir à la dictature. Au contraire, Deimling ne perdit aucune occasion pour revendiquer la primauté de l’armée par rapport au gouverneur d’Alsace-Lorraine, le comte Karl von Wedel. Ce n’est que dans un tel climat politique que la morgue d’un lieutenant de vingt ans put se transformer en véritable crise comme l’incident de Saverne, d’autant plus que non seulement le général commandant en chef ne fit rien pour calmer le jeu, mais au contraire assura à ses subordonnés qui avaient trempé dans l’affaire la « protection de l’Empereur » et refusa son congé au commandant du régiment qui le lui avait demandé en l’appelant au contraire à prendre des mesures impitoyables. Le télégramme du prince héritier à Deimling et Reuter, le commandant du régiment, dans lequel il écrivait « Bravo ! » et « Immer feste druff (Cognez toujours de toutes vos forces) », ajoutant qu’il fallait « un bon exemple pour faire passer aux gens du crû le goût de pareils incidents » montre qui porte dans cette affaire la responsabilité réelle.

### Première Guerre mondiale
L'éclatement de la guerre déchaîna sa haine des Alsaciens. Le 6 aout 1914, accueillant en Alsace - pourtant allemande depuis 43 ans - le 15e corps d'armée, il n'hésita pas à déclarer aux hommes : « Chargez vos fusils !. Nous entrons en pays ennemi ».

#### Le «Boucher d'Ypres»
Par des déplacements de son XVème Corps d'armée en 1914 à travers les Flandres férocement disputées, il tenta à plusieurs reprises – et contrairement aux ordres reçus – de remporter des succès militaires auquel il aurait attaché son nom. Ces décisions prises de son propre chef furent en réalité catastrophiques et eurent également des conséquences politiques. Ses multiples tentatives pour conquérir Ypres restèrent enlisées dans « la boue et le sang ». C’est ainsi que, le 4 novembre 1914, il fit réduire en ruines les célèbres halles aux draps médiévales d'Ypres sans la moindre raison stratégiques et contre l’instruction expresse de son commandant en chef, le Prince héritier Rupprecht de Bavière.
Le 15 novembre, il fit attaquer quatre régiments avec un total de 12 000 hommes avec une musique qui jouait le « Deutschlandlied » ; à peine la moitié des hommes survécurent. C'est là que naquit sa réputation de « boucher d'Ypres ». Contre  l'avis de tous ses commandants de compagnie, le 22 avril 1915 (premier jour de la deuxième bataille des Flandres), il fit, pour la première fois du côté allemand, utiliser à grande échelle du gaz chloré par le 35e régiment de Pionniers spécialement entraîné à cet effet. 150 tonnes de 6 000 bouteilles furent soufflées. Les attaquants allemands purent alors conquérir les positions alliées et avancer de trois à quatre kilomètres sans qu’on pût leur opposer une résistance, mais ils ne disposaient pas de masques à gaz, ce qui les empêchait d'avancer davantage (voir aussi Gaz de combat de la Première Guerre mondiale). De plus, les réserves disponibles étaient trop peu nombreuses pour exploiter la brèche créée dans le front ennemi.

#### Fin du service / fin de la guerre
À l'instigation de Hindenburg et de Ludendorff, qui avait été sous ses ordres général de brigade, Deimling fut relevé de son commandement à la mi-novembre 1916, apparemment pour n’avoir pas réussi et avoir pris des décisions de son propre chef, et il prit finalement sa retraite après un bref retour sur la scène en septembre 1917. Tous les efforts qu’il fit jusqu’au bout ne réussirent pas à le faire réintégrer.
À la fin de la guerre, il se mit à la disposition du Conseil des Soldats du Pays de Bade et eut la responsabilité de faire passer par le district de Baden-Baden les troupes qui revenaient du front et d’assurer la démilitarisation d'une bande large de 30 kilomètres sur la rive droite du Rhin.

### Sous la République de Weimar et le national-socialisme
C’est surtout sans doute sa déception causée par sa mise à l’écart qui rendit Deimling critique par rapport au milieu militariste dans les dernières années de la guerre. De plus, l’historien Christoph Jahr parle également à son sujet d’un « processus d’apprentissage sérieux ». Pendant la Révolution de novembre, il se mit à la disposition du Conseil de soldats du Pays de Bade pour fonder l’armée populaire badoise. Avant même les élections à l’Assemblée nationale du Pays de Bade, il rejoignit le Parti démocratique allemand (DDP), un parti libéral de gauche, et un peu plus tard la Deutsche Friedensgesellschaft. À un moment il fut membre du Comité du Parti pour le Reich et on discuta de sa candidature pour le Reichstag en 1924.
Il fut membre et cofondateur la Reichsbanner Schwarz-Rot-Gold et fut actif au sein de son Comité central ; il prit la parole lors de rassemblements et participa à des défilés. Il s’engagea publiquement auprès de la Ligue allemande des droits de l’homme, adopta des positions pacifistes et citoyennes, préconisa le désarmement général, l’arbitrage international et l’adhésion de l’Allemagne à la Société des Nations, en rejetant toutefois le pacifisme radical. Son engagement pour la république et pour la paix lui valut l’ostracisme d’autres anciens officiers et l’appellation injurieuse de « boucher d’Ypres ».
Après l’accession au pouvoir des nationaux-socialistes, il commença par les approuver et essaya même de les rallier à ses objectifs. Du fait de la pauvreté des sources , on ne peut presque rien dire sur son attitude vis-à-vis du national-socialisme. Christoph Jahr considère qu’il était naïf en politique. Resté fidèle à son raisonnement pacifiste il s’était livré à l’illusion que les dirigeants nazis voulaient la paix. Mais dès 1933 il était indésirable lors des réunions annuelles des décorés de Pour le mérite et, en 1940, il perdit sa solde honoraire.

## Œuvre
Aus der alten in die neue Zeit, Lebenserinnerung, Berlin 1930.